# معركة فيلكا
معركة فيلكا هي معركة وقعت في جزيرة فيلكا الكويتية خلال غزو الكويت بين القوات الكويتية المدافعة عن الجزيرة والتي تتألف من سرية مشاة وسرية قوة حدود وسرية دفاع جوي ضد قوة تقدر بلواء من مشاة البحرية والقوات الخاصة العراقية. انتهى القتال بالاستيلاء على الجزيرة وأسر القوة الكويتية في صباح يوم الجمعة 3 أغسطس.

## الهجوم

### الهجوم الأول (ابرار جوي)
في تمام الساعة 5:00 اخترقت اجواء جزيرة فيلكا 45 طائرة مروحية عراقية محملة بكتيبة قوات خاصة وتصدت لهم سرية الدفاع الجوي الموجودة بالجزيرة واسقطت مروحية واحد محملة بالجنود وانسحبت باقي المروحيات.

### الهجوم الثاني (ابرار جوي)
في الساعة 6:00 أعادت نفس القوة مهاجمة الجزيرة وتصدت لها سرية الدفاع الجوي واسقطت 7 مروحيات محملة بالجنود وطائرتين مقاتلتين وانسحبت المروحيات العراقية عن اجواء الجزيرة.

### الهجوم الثالث (ابرار بحري)
بعد فشل الابرار الجوي قامت كتيبة من مشاة البحرية العراقية بمحاولة الهجوم على الجزيرة من جهة الشمال بحوالي 100 زورق. انتظرت القوات الكويتية دخول القوات المهاجمة داخل مدى أسلحتها الخفيفة والمتوسطة ثم أمطرت بوابل من الرصاص مما دفع القوة المهاجمة للانسحاب.

### الهجوم الرابع (ابرار بحري)
أعادت القوات العراقية الهجوم في الساعة 4:00 صباح يوم الجمعة 3 أغسطس بقوة من لواء زائد من مشاة البحرية والقوات الخاصة، وأسرت أفراد القوة الكويتية في الجزيرة.

## وصلات خارجية
- معركة جزيرة فيلكا من موسوعة المقاتل

## هوامش
1. ↑  القوة الجوية الكويتية الأربعون عاماً الأولى, ص.91
2. 1 2  ملاحم يوم الفداء الكويتي، ص.107
3. 1 2 3  ملاحم يوم الفداء الكويتي، ص.106